# Søstrup Sogn
Søstrup Sogn 
ist eine Kirchspielsgemeinde (dän.: Sogn)
auf der Insel Sjælland im südlichen Dänemark.
Bis 1970 gehörte sie zur Harde Merløse Herred im damaligen Holbæk Amt, danach zur Jernløse Kommune im Vestsjællands Amt, die im Zuge der  Kommunalreform zum 1. Januar 2007 in der Holbæk Kommune in der Region Sjælland aufgegangen ist.
Im Kirchspiel leben 643 Einwohner, davon 344 im Kirchdorf (Stand: 1. Januar 2023).
Im Kirchspiel liegt die Kirche „Søstrup Kirke“.
Nachbargemeinden sind im Norden Tuse Sogn, im Nordosten Tveje Merløse Sogn, im Südosten Sønder Asmindrup Sogn, im Süden Kvanløse Sogn, im Südwesten Nørre Jernløse Sogn und im Nordwesten Butterup Sogn.